# Бюст Д. Д. Лелюшенко
Бюст дважды Героя Советского Союза Д. Д. Лелюшенко — скульптурное изображение, памятник искусства регионального значения в Ростове-на-Дону.

## История
Бюст дважды Героя Советского Союза Дмитрия Даниловича Лелюшенко работы известного советского скульптора Павла Васильевича Кенига был установлен в сквере имени 1-го Пионерского слёта по оси бульвара Красноармейской улицы, к западу от пересечения с переулком Островского в 1969 году. Памятник расположен на каменном постаменте, обшитом гранитными блоками.
18 ноября 1992 года памятник был признан объектом культурного наследия решением Ростовского областного Совета народных депутатов (Малый Совет) «О принятии на государственную охрану памятников истории и культуры в Ростовской области».